# Susan Seidelman
Susan Seidelman (11 de desembre de 1952, Filadèlfia) és una directora de cinema estatunidenca que també ha treballat en televisió dirigint l'episodi pilot de Sex and the City.
Seidelman, filla d'un mestre, va créixer als suburbis de Filadèlfia. Es va graduar a l'Abington Senior High School el 1969, i va estudiar moda i arts a la Drexel University de Filadèlfia. Es va inspirar en els films de la Nouvelle Vague francesa especialment en els de Jean-Luc Godard i François Truffaut, com també en Ingmar Bergman.

## Pel·lícules
- La noia de Nova York (1982)
- Buscant la Susan desesperadament (Desperately Seeking Susan) (1985)
- Fabricant l'home perfecte (Making Mr. Right) (1987)
- La meva rebel Cookie (1989)
- La diablessa (She-Devil) (1989)
- Tales of Erotica (amb Bob Rafelson, Ken Russell i Melvin Van Peebles) (1996) ("The Dutch Master")
- El centre del poder (2002)
- Gaudi Afternoon (2002) En part filmada a la Casa Milà.
- Boynton Beach Club (2006) (coescrita amb Shelly Gitlow)
- Musical Chairs (2012)
- The Hot Flashes (2013)

## Televisió
- The Barefoot Executive (Telefilm, 1995)
- Early Edition (1 episodi, 1996)
- Sex and the City (3 episodis incloent-hi el pilot, 1998)
- A Cooler Climate (Telefilm, 1999)
- Now and Again (1 episodi, 1999)
- Power and Beauty (Telefilm, 2002)
- The Ranch (telefilm, 2004)
- Stella (2 episodis, 2005)
- Madonna: Celebration - The Video Collection (vídeo "Into the Groove," 2009)
- The Electric Company (4 episodis, 2009-2010)